# Джорджия (провинция)
Провинция Джорджия (англ. Province of Georgia) — английская колония в Северной Америке, существовавшая в XVII—XVIII веках.
21 апреля 1732 года король Георг II даровал Джеймсу Оглторпу королевскую хартию на создание в Северной Америке на землях, опустевших в результате войны с ямаси, колонии, получившей в честь короля название «Джорджия». Оглторп хотел использовать эту территорию для расселения неимущих, как альтернативу переполненным долговым тюрьмам. Другим стимулом для создания колонии было желание организовать буферную зону, прикрывающую прочие британские владения в Северной Америке со стороны испанской Флориды. Оглторп мечтал, чтобы колонию заселили «крепкие фермеры», могущие в случае войны взяться за оружие, поэтому хартия запрещала рабство.
В соответствии с королевской хартией, в Лондоне был создан «Трест по созданию колонии Джорджия в Северной Америке». Участники Треста должны были управлять Джорджией, но не имели права ни владеть там землёй, ни занимать посты в колонии. Трест избирал Совет Общин из 15 членов, который действовал в качестве исполнительного комитета. 12 членов Треста собрались на первую встречу 20 июля 1732 года, чтобы позаботиться о средствах и пообщаться с будущими поселенцами. Джорджия стала единственной британской колонией в Америке, зависящей от ежегодных парламентских субсидий: в 1733 году Трест получил от правительства 10 тысяч фунтов стерлингов, в последующие годы дотации стали меньше.
17 ноября 1732 года семеро членов Треста проводили Оглторпа и первых переселенцев, отплывших на судне «Anne» из Грэйвсенда. 12 февраля 1733 года оно бросило якорь у скалы Ямакроу в устье реки Саванна. Выступившая переводчиком Мэри Масгроув помогла договориться с местным вождём Томочичи, и колонисты основали там поселение.
Изначальная королевская хартия определяла колонию Джорджия как земли между реками Саванна и Алтамаха до их истоков, а оттуда на запад «вплоть до моря». Согласно хартии 1633 года эти земли относились к провинции Каролина, но Южная Каролина оказалась не в состоянии их освоить, и потому королевское правительство решило доверить их развитие новым владельцам.
Оглторп ввёл в колонии весьма жёсткие законы — в частности, он запретил алкоголь. Вместо развития плантационного хозяйства, как в более северных британских колониях, он сделал ставку на небольшие землевладения. На практике поселения сосредоточились в окрестностях реки Саванна, а запад колонии оставался под контролем индейцев-крик вплоть до образования США.
В 1742 году в ходе Войны за ухо Дженкинса испанские войска из Флориды вторглись в Джорджию. Оглторп сумел мобилизовать местное население и победить испанцев. По Второму Аахенскому миру Джорджия осталась за Великобританией. Пока Оглторп был занят в Америке, один из членов Треста — Джон Вернон — предложил разделить колонию на две провинции: Саванна и Фредерика. Трест назначил губернатором Саванны Вильяма Стефенса, но Оглторп отказался предлагать губернатора для Фредерики, и тамошним магистратам пришлось подчиняться Стефенсу.
Война нанесла сильный удар по состоянию колонии, и Трест решил пойти на частичное удовлетворение претензий колонистов, чтобы предотвратить их бегство в Южную Каролину. В 1742 году в колонии был ослаблен запрет на алкоголь, а с 1750 года разрешено рабовладение. В марте 1750 года Трест призвал колонистов избрать делегатов в представительную ассамблею, но предупредил, что она будет играть лишь совещательную, а не законодательную роль. 14 января 1751 года 16 избранных представителей собрались в Саванне и, избрав Фрэнсиса Харриса своим спикером, начали выносить резолюции. Трест попытался пресечь дальнейшую активность Ассамблеи, но после того как Парламент в 1751 году отказался предоставить субсидию на функционирование колонии, Трест начал за год до истечения срока действия королевской хартии переговоры о передаче колонии под управление правительства. С 1755 года Джорджия официально стала коронной колонией.
Разрешение рабовладения резко изменило развитие экономики колонии. Здесь начали создаваться крупные плантации, а ввоз рабов из Африки принял такие масштабы, что к 1775 году их здесь стало порядка 18 тысяч, и они составляли большинство населения колонии. При этом в колонии практически отсутствовало собственное производство — в 1766 году губернатор Джеймс Райт писал, что колония ввозит из Великобритании абсолютно всё, вплоть до одежды и обуви.
В годы Семилетней войны Джорджия оказалась вдалеке от района боевых действий против французов, но после вступления в 1762 году в войну Испании возникла угроза вторжения из испанской Флориды. После войны британское правительство приняло в 1765 году Акт о гербовом сборе, вызвавший огромное возмущение в североамериканских колониях; Джорджия стала единственной колонией, успевшей ввести его в действие до его отмены в 1766 году.
В 1774 году в Саванне жители Джорджии провозгласили, вслед за другими североамериканскими колониями, что Конституция не допускает налогов без представительства. После того, как пришло сообщение о битве при Конкорде 11 мая 1775 года, патриотически настроенная толпа в Саванне штурмовала королевские склады и разграбила содержавшуюся там амуницию. Празднование дня рождения короля 4 июля стало фактически антибританской демонстрацией. В течение месяца власть английского короля на территории Джорджии полностью прекратилась, было сформировано правительство. В июне и июле собрания в Саванне избрали Совет Безопасности (англ. Council of Safety) и временный Конгресс провинции, взявшие на себя управление колонией. Одновременно велась подготовка к войне. В феврале губернатор Джеймс Райт, бывший достаточно популярным в колонии до начала революции, бежал на британский военный корабль, и вся территория Джорджии оказалась под контролем повстанцев.
15 апреля 1776 года Конгресс принял документ под названием «Правила и распорядки» (англ. Rules and Regulations), что и стало фактически конституцией Джорджии. Так прекратила существование колония Джорджия и появился штат Джорджия. В 1802 году штат передал Конгрессу США права на свои западные земли, которыми он фактически не владел, и там была образована Территория Миссисипи.